# Stumpffia bishopi
Stumpffia bishopi — вид жаб родини карликових райок (Microhylidae). Описаний у 2022 році.

## Назва
Вид названо на честь новозеландського герпетолога Філа Бішопа, почесного професора Університету Отаго, який присвятив своє життя дослідженню та захисту амфібій.

## Поширення
Ендемік Мадагаскару. Поширений лише у національному парку Монтань д'Амбр на півночі острова на висоті 1330—1480 м над рівнем моря.

## Опис
Карликова жаба, завдовжки 14-16,6 мм. Забарвлення на спині різних відтінків коричневого, на черевній частині з білими і чорними вкрапленнями на темно-коричневому до вигорілого помаранчевого фону.